# Vlkovija
Vlkovija (cyr. Влковија) – wieś w Serbii, w okręgu pirockim, w gminie Dimitrovgrad. W 2011 roku liczyła 19 mieszkańców.